# Ecclesiae Sanctae
Ecclesiae Sanctae – (Regierung) der Heiligen Kirche – ist ein Apostolisches Schreiben in der Form eines Motu proprio von Papst Paul VI. Es wurde am 6. August 1966 veröffentlicht. Er setzt in dem Schreiben Beratungsergebnisse des Zweiten Vatikanischen Konzils um, insbesondere die Dekrete Christus Dominus (Über das Amt der Bischöfe), Presbyterorum Ordinis (Über das Leben und Amt der Priester), Perfectae Caritatis (Über das Ordensleben) und Ad Gentes (Über die Missionstätigkeit der Kirche).

## Bestimmungen
Die wichtigste Neuregelung, die dieses Dokument festlegte, war, dass Bischöfe, Erzbischöfe und Kurienbeamte ab dem 11. Oktober 1966 mit dem 75. Geburtstag „freiwillig“ ihren Rücktritt anbieten müssen. Mit diesem Beschluss verloren alle durch Papst Pius XI. und ein Großteil der durch Papst Pius XII. ernannten Bischöfe ihr Amt. Vier Jahre später wurde mit dem Motu proprio Ingravescentem aetatem eine ähnliche Regelung für die Kardinäle erlassen. Seitdem sind die Kardinäle nur noch bis zum achtzigsten Lebensjahr zur Papstwahl berechtigt. Beide Dokumente ersetzten alle vorkonziliaren Dokumente.
Eine andere Bestimmung von Ecclesiae Santae ermutigt die Bischofskonferenzen und patriarchalischen Synoden, Vorschriften und Normen zu erlassen, die für einen angemessene Verteilung des Klerus, sowohl im eigenen Gebiet als auch zum Nutzen der Missionsländer, sorgen. Seminaristen ist auch die Sorge um die weltweite Mission zu vermitteln und nicht nur diejenige für die eigene Diözese. Den Aufruf des Zweiten Vatikanischen Konzils an alle Katholiken, missionarische Jünger zu sein, führte Papst Paul VI. im Apostolischen Schreiben Evangelii Nuntiandi aus dem Jahre 1975 weiter.
Ecclasiae Sanctae verlangte übereinstimmend mit den Dekreten des Zweiten Vatikanischen Konzil die Errichtung eines Priesterrates und empfahl die Errichtung eines Pastoralrates aus Priestern, Ordensleuten und Laien. Beides sind beratende Gremien des jeweiligen Bischofs.
Es wurde auch festgelegt, dass Weihbischöfe zu Generalvikaren oder zu Bischofsvikaren mit einem definierten Aufgabengebiet bestellt werden müssen.